# Areia de Baraúnas
Areia de Baraunas, municipio en el estado de la Paraíba (Brasil), localizado en la microrregión de Patos. De acuerdo con el IBGE (Instituto Brasilero de Geografía y Estadística), en el año 2006 su población era estimada en 2.340 habitantes. Área territorial de 96 km².

## Geografía
El municipio está incluido en el área geográfica de cobertura del semiárido brasilero, definida por el Ministerio de la Integración Nacional en 2005. Esta delimitación tiene como criterios el índice pluviométrico, el índice de aridez y el riesgo de sequía.